# 1265

## Догађаји
- 20. јануар — У Вестминстерској палати први пут се састао енглески парламент који је сазвао Симон V Монфорт.
- 5. фебруар – Папа Климент IV наслеђује папу Урбана IV као 183. папа.

- Март – Крај Мађарског грађанског рата (1264–1265) – Битка код Исасгега: Млађи краљ Стефан одлучно побеђује очеву војску.

- 28. мај – Будући краљ Едвард I од Енглеске бежи из заточеништва Симона де Монфора,  грофа од Лестера.
- 18. јун – Нацрт византијско-млетачког споразума закључен је између млетачких изасланика и цара Михаила VIII Палеолога, али га дужд Ренијеро Зенон не ратификује.
- 4. август — Битка код Ившема – Други баронски рат у Енглеској води се у Вустерширу, где Едвардова војска побеђује снаге побуњених барона предвођених Симоном де Монфором, што резултира смрћу Монфора и многих његових савезника.
- Острво Мен долази под шкотску власт.
- Мамелучка султанатска династија Бахри из Египта осваја неколико градова и места крсташких држава на Блиском истоку, укључујући градове Хаифу, Арсуф и Цезареју Приморску; ови догађаји на крају доводе до Осмог крсташког рата 1267. године.
- Кублај-кан шаље делегацију у Јапан, која пљачка острва успут.
- Пожар уништава делове Старог Каира.
- Индија, Делхи: Гијас-Уд-Дин-Балбан долази на престо и представља Сеџду.
- Монголске војске, предвођене Ногај-каном, нападају Тракију.
- Кублај-кан се сукобљава са Кинезима у провинцији Сечуан. Кублај осваја прелиминарну победу и ратни плен од 146 заробљених бродова династије Сунг.
- Преписка папе Климента IV садржи први познати помен Рибарског прстена, предмета папске регалије који се тада користио за запечаћивање личне преписке са папом, а касније и за папске буле.

## Рођења
- Википедија:Непознат датум — мај/јун - Данте Алигијери, исталијански песник († 1321)